# Dirigível da Goodyear
O Ventura, mais conhecido como Dirigível da Goodyear, foi uma aeronave com fins publicitários, trazida ao Brasil pela fabricante de pneus Goodyear no ano de 1998. Este dirigível também atuava como substituto dos helicópteros nas transmissões de grandes eventos esportivos pela TV.
Inflado com gás hélio, esse dirigível foi, na época de sua utilização, uma das maiores aeronaves de sua categoria em operação no mundo. Possuía pintura prateada, estampando um gigantesco logotipo da Goodyear nas cores azul e amarelo. Media 55 metros de comprimento e 18 metros de altura. Sendo impulsionado por dois motores de 180 hp, o Ventura podia transportar até seis pessoas voando a uma altitude de 3 mil metros, atingindo velocidade máxima de 80 km/h. Por possuir hélices reversíveis era capaz de pousar em áreas relativamente pequenas.
Possuía os mesmos instrumentos e recursos de navegação que os mais modernos aviões comerciais. O dirigível também tinha uma câmera filmadora com giroscópio e antenas para realizar transmissões de eventos ao vivo em todo o Brasil.
Sua característica mais marcante era a presença de um enorme painel luminoso em seu lado esquerdo, que pode ser utilizado para transmitir propagandas ou notícias. Formado por 82626 LEDs de alta intensidade, esse painel podia reproduzir até 32 mil cores.
Devido à questões relacionadas com a legislação para publicidades então vigente em alguns municípios do estado de SP, no ano de 2006 a Goodyear optou por retirar a aeronave dos céus brasileiros.